# Palle Danielsson
Paul 'Palle' Danielsson (Stockholm, 15 oktober 1946 – 18 mei 2024) was een Zweedse jazzbassist.

## Biografie
Danielsson is momenteel een van de belangrijkste contrabassisten in de jazz. Als kind speelde hij mondharmonica en begon met viool spelen op 8-jarige leeftijd. Hij stapte over naar de contrabas na een kennismaking met jazz. Danielsson was al op 15-jarige leeftijd een professional. Hij studeerde van 1962 tot 1966 aan de Koninklijke Zweedse Academie voor Muziek in Stockholm. Op 19-jarige leeftijd, in 1965, werd hij ingehuurd door Bill Evans om op te treden in de Stockholmse jazzclub Gyllene Cirkeln (The Golden Circle) en bereikte zo een nationaal niveau. Daarna toerde hij door Europa met het kwartet van saxofonist Barney Wilen (piano van Eje Thelin, drums van Billy Brooks). Danielsson was in de jaren 1970 de motor van het Stockholmse jazzcircuit en richtte de band Rena Rama op met pianist Bobo Stenson (met saxofonist Lennart Åberg en drummer Bengt Berger). Beiden waren ook lid van het invloedrijke Zweeds-Noorse kwartet met saxofonist Jan Garbarek en drummer Jon Christensen, met wie het album Witchi-Tai-To uit 1973 tot stand kwam. Midden tot eind jaren 1970 behoorde hij met Garbarek en Christensen tot het European Quartet van pianist Keith Jarrett.
Danielsson speelde in de jaren 1980 in het kwartet van saxofonist Charles Lloyd (album Fish out of Water, 1990) en behoorde tot de band van de Franse pianovirtuoos Michel Petrucciani. In 1990 maakte Danielsson opnamen met saxofonist Christof Lauer, pianist Joachim Kühn en ex-Weather Report-drummer Peter Erskine, die de jaarlijkse Duitse Record Critics' Prize ontvingen. Hij werkte in het kwartet van Bobo Stenson en in het septet van Tomasz Stańko (Litania - Music of Krzysztof Komeda 1999). In de jaren 1990 begon een langdurige samenwerking met pianist John Taylor, met wie hij toerde in een trio met Erskine (You Never Know, 1993, Time Being, 1994, As It Is, 1996). Naast zijn eigen kwartet Contra Post (met saxofonist Joakim Milder, pianist Rita Marcotulli en drummer Anders Kjellberg) speelt hij Zweedse volksmuziek met de Nordan-groep. De oudere zus van Danielsson is de pianiste en componiste Monica Dominique. In 2001 ontving hij de Django d'Or (Zweden) en in 2002 de Jazzprijs van de Royal Academy of Music in Stockholm.
Danielsson overleed op 18 mei 2024 op 77-jarige leeftijd.

## Discografie

### Als leader
- 1994: Contra Post (Caprice)
- 2009: Opening met Jon Fält (MA)
- 2012: Togetherness met Monica Dominique (Dominique)
- 2015: Trio M/E/D met Peter Erskine, Rita Marcotulli (Abeat)
- 2018: On the Brink of a Lovely Song met Christina von Bülow, Eliot Zigmund (Storyville)

### Als sideman
Met Lennart Aberg
- 2000: Seven Pieces
- 2002: Green Prints

Met Peter Erskine
- 1992: You Never Know (ECM Records)
- 1993: Time Being (ECM, 1993)
- 1995: As It Is (ECM, 1995)
- 1997: Juni (ECM, 1997)

Met Jan Garbarek
- 1974: Witchi-Tai-To (ECM)
- 1975: Dansere (ECM)

Met Keith Jarrett
- 1974: Belonging (ECM)
- 1978: My Song (ECM)
- 1979: Personal Mountains (ECM)
- 1979: Nude Ants (ECM)
- 2012: Sleeper (ECM)

Met Lee Konitz
- 1968: Alto Summit met Pony Poindexter, Phil Woods en Leo Wright (MPS)
- 1973: Altissimo  met Gary Bartz, Jackie McLean en Charlie Mariano (Philips)

Met Karin Krog
- 1968: Joy
- 1974: Different Days, Different Ways

Met Christof Lauer
- 1989: Christof Lauer (CMP)
- 1992: Bluebells (CMP)

Met Charles Lloyd
- 1983: Montreux 82 (Elektra/Musician)
- 1985: A Night in Copenhagen (Blue Note)
- 1989: Fish Out of Water (ECM)

Met Ale Möller and Lena Willemark
- 1994: The Nordan Suite (ECM)
- 1997: Agram Ale (ECM)

Met Michel Petrucciani
- 1984: Live at the Village Vanguard (Blue Note)
- 1985: Pianism (Blue Note)

Met Enrico Rava
- 1975: The Pilgrim and the Stars (ECM)
- 1976: The Plot (ECM)
- 1993: L' Opera Va

Met John Taylor
- 2005: Angel of the Presence
- 2008: Whirlpool
- 2012: Giulia's Thursdays

Met anderen
- 1968: Watch What Happens!, Steve Kuhn (MPS)
- 1971: For All It Is, Barre Phillips
- 1971: Spring Mot Ulla-Spring!, Cornelis Vreeswijk
- 1975: The Wide Point, Albert Mangelsdorff
- 1977: Grazing Dreams, Collin Walcott (ECM)
- 1977: Satu, Edward Vesala (ECM
- 1982: Al Cohn and Zoot Sims, Al Cohn/Zoot Sims
- 1987: Interface, Adam Makowicz
- 1991: Sanctuary, Barney Wilen (Ida)
- 1993: People Places Times and Faces, Fredrik Lundin
- 1995: Traction Avant, Alessandro Galati
- 1996: Laurita, Richard Galliano (Dreyfus)
- 1996: Some Aspects of Water, Geri Allen (Storyville Records)
- 1997: Litania: Music of Krzysztof Komeda,  Tomasz Stańko (ECM)
- 1998: 'Jan Allan-70, Jan Allan/Nils Lindberg)
- 1998: Music for Two Brothers, Rolf Kühn
- 1998: Open, Lina Nyberg
- 1998: Rena Rama, Rena Rama
- 1999: Capricer Med, Eric Ericson/Orphei Draengar
- 2001: Responsorium, Dino Saluzzi (ECM)
- 2002: Inside Pictures-A Tribute to Lars Gullin Vol. 2, Bernt Rosengren)
- 2003: Koine, Rita Marcotulli
- 2004: Hidden History, Eric Vloeimans
- 2005: Concord, Jens Winther
- 2007: Stockholm 1965, Bill Evans
- 2009: Collaborations, Marilyn Crispell
- 2012: Magnus Lindgren Fyra, Magnus Lindgren
- 2012: Togetherness, Anouar Brahem (Dominique)

- Bibsys: 1013722
- Bibliothèque nationale de France: cb13892963p (data)
- CiNii: DA17933457
- Gemeinsame Normdatei: 134354648
- International Standard Name Identifier: 0000 0001 1450 5497
- Library of Congress Control Number: n80086880
- MusicBrainz: 58060aaa-a27b-46d4-9b30-21d45decf674
- Nationale Bibliotheek van Tsjechië: xx0030524
- Nationale Bibliotheek van Israël: 987007330153005171
- Nederlandse Thesaurus van Auteursnamen: 14112637X
- LIBRIS: 296483
- Système universitaire de documentation: 080808824
- Virtual International Authority File: 85487480
- WorldCat: E39PBJkHkTmCc7H3wB78BrQXh3